# Acteon candens
Acteon candens is een slakkensoort uit de familie van de Acteonidae. De wetenschappelijke naam van de soort is voor het eerst geldig gepubliceerd in 1939 door Rehder.